# Cytadela Cesarska w Hanoi
Cytadela Cesarska (wiet. Hoàng thành Thăng Long, dosł. Cytadela Cesarska w Thăng Long) – siedziba władców Wietnamu w okresie od początku XI do końca XVIII w. W 2010 r. Cytadela została 
wpisana  na listę światowego dziedzictwa UNESCO.
Cytadela w miejscowości nazywanej wówczas Đại La wzniesiona została w VIII w. n.e. przez chińskie władze okupacyjne Annamu. Przed odzyskaniem niepodległości w 938 r. znajdowała się tam siedziba chińskiego gubernatora. „Zakazane Miasto” powstało na początku XI w., kiedy cesarz Lý Thái Tổ, założyciel dynastii Lý, przeniósł tam stolicę państwa z Cổ Loa. Nazwę miejscowości zmieniono na Thăng Long (Wzlatujący Smok). Cytadela pełniła funkcję pałacu cesarskiego do czasu przeniesienia stolicy państwa do Huế na przełomie XVIII i XIX w. Pod koniec XVIII w., na skutek działań wojennych budowle pałacu zostały mocno zniszczone. Likwidacji pałacu w drugiej połowie XIX w. dokończyły francuskie władze kolonialne, przygotowując teren pod budowę siedzib dla swoich urzędów i ich pracowników. Nazwę miasta zmieniono na Hanoi. Po wyzwoleniu cytadelę zamieniono na koszary wojskowe. W południowej części obok powstałej na początku XIX w. ośmiokątnej wieży flagowej usytuowano Muzeum Historyczne Armii Wietnamskiej. W muzeum zgromadzono dużą liczbę pamiątek z pól bitewnych obu wojen indochińskich. Wśród pobitewnego złomu można zobaczyć zarówno sprawny, jak i rozbity sprzęt bojowy. Centralnym obiektem jest ogromna makieta doliny Dien Bien Phu. Pozostała część cytadeli jest zajęta przez wojsko. Obecnie na terenie cytadeli prowadzone są prace wykopaliskowe.